# LÉ Aoibhinn
Il LÉ Aoibhinn (pennant number P71) è un pattugliatore costiero della classe Lake del Servizio Navale Irlandese.

## Storia
Costruito per la Regia Marina della Nuova Zelanda come HMNZS Rotoiti (pennant number P3569), il pattugliatore venne allestito a Whangārei e il 20 novembre 2007 iniziò le prove in mare. Dopo ritardi dovuti a problemi con attrezzature e accessori, entrò in servizio il 17 aprile 2009 e arrivò alla base navale di Devonport per la prima volta il 24 aprile 2009. L'HMNZS Rotoiti fu il primo della sua classe ad essere entrato in servizio nella Royal New Zealand Navy. Il Rotoiti era la terza barca con questo nome a prestare servizio nella RNZN e prendeva il nome dal lago Rotoiti.
L'HMNZS Rotoiti venne dismesso presso la base navale di Devonport il 17 ottobre 2019. Le modifiche normative nel 2012 comportarono l'imposizione di restrizioni operative sulla velocità e sulla resistenza in mare. Successivamente la Regia Marina li valutò come non più adatti ai mari agitati tipicamente presenti al largo della Nuova Zelanda, per i quali i pattugliatori d'altura della classe Protector erano più adatti.

### Vendita al Seirbhís Chabhlaigh na hÉireann
Nel 2022, il Rotoiti, insieme alla gemella Pukaki, fu venduto all'Irlanda per essere utilizzato dal Servizio Navale. Entrambe le navi furono acquistate dal Dipartimento della difesa irlandese per 26 milioni di euro e trasportate dalla nave da trasporto pesante Happy Dynamic. Arrivati in Irlanda nel maggio 2023, vennero consegnati alla base navale irlandese di Haulbowline nel porto di Cork, dove vennero sottoposti a una ristrutturazione prima di essere utilizzati principalmente per proteggere la pesca al largo della costa orientale dell'Irlanda.